# Tom Cavanagh
Thomas Cavanagh (Ottawa,Kanada,  1963. október 26. –) kanadai színész.
Ismert alakítása volt az Ed című vígjátéksorozat címszerepében (2000–2004), továbbá a Love Monkey (2006) és a Trust Me (2009) című sorozatokban. A Providence és a Dokik című sorozatokban visszatérő szereplőként látható. 2014 óta a Flash – A Villám című televíziós szuperhős-sorozatban játssza a Harrison Wells nevű szereplő különféle változatait. A Flash több epizódját rendezőként is jegyzi.

## Gyermekkora és tanulmányai
Öt testvér közül a másodikként született. Szorosan összetartó családja Ghánába (Afrika) költözött, amikor Tom hatéves volt. Az apja tanárképzőként dolgozott ott. A család még azelőtt visszaköltözött  Kanadába, hogy Tom elkezdte a gimnáziumot (amit végül Quebec déli részén járt ki). A gimi után a Kingstone Queens Universityre ment Ontarióba, ahol kosárlabdázott az egyetemi csapatban is, mialatt angol-biológia szakos tanári diplomát szerzett. A színészet iránti érdeklődése akkor ébredt fel, amikor megkapta Danny Zuko szerepét a Grease kanadai musical-változatában. Ekkor fedezték fel a filmesek, de igazán nagy népszerűségre az NBC Ed című sorozatának címszerepével tett szert, 2000-ben. 
Los Angelesben él, szabadidejében szeret gitározni és számos sportot űz.